# Euonyx normani
Euonyx normani är en kräftdjursart som beskrevs av Stebbing 1888. Euonyx normani ingår i släktet Euonyx och familjen Uristidae. Inga underarter finns listade i Catalogue of Life.